# Dipartimento di Pocho
Pocho è un dipartimento argentino, situato nella parte occidentale della provincia di Córdoba, con capoluogo Salsacate.

## Geografia fisica
Esso confina a nord con il dipartimento di Minas, a est con quello di Cruz del Eje, a sud con quello di San Alberto, e ad ovest con la provincia di La Rioja.
Il dipartimento è suddiviso nelle seguenti pedanie: Chancaní, Parroquia, Represa, Salsacate.

## Società

### Evoluzione demografica
Secondo il censimento del 2001, su un territorio di 3.207 km², la popolazione ammontava a 5.132 abitanti, con un aumento demografico dell'1,48% rispetto al censimento del 1991.

## Amministrazione
Nel 2001 il dipartimento comprendeva:
- 6 comuni (comunas in spagnolo):
  - Chancaní
  - Las Palmas
  - Los Talares
  - San Gerónimo
  - Tala Cañada
  - Villa de Pocho
- 1 municipalità (municipios in spagnolo):
  - Salsacate